# Roccabianca
Roccabianca – miejscowość i gmina we Włoszech, w regionie Emilia-Romania, w prowincji Parma.
Według danych na rok 2004 gminę zamieszkiwało 3130 osób, 78,2 os./km².